# براق أوزجوید
بُراق أوزجوید (من مواليد 24 ديسمبر 1984)، ممثل وعارض أزياء تركي، اشتهر بأدواره في فيلم طائر النمنمة (2013-2014) وحب أعمى (2015-2017). يمثل حاليا في مسلسله الجديد المؤسس عثمان الذي يعرض حاليا على قناة اي تي في التركية وجاء بعد مسلسل قيامة ارطغرل بطولة إنجين آلتان دوزياتان. حصل أوزجوید على العديد من الأوسمة.

## ولادته ونشأته
ولد براق أوزجوید في 24 ديسمبر عام 1984 في مدينة إسطنبول في تركيا، ينحدر والده من غازي عنتاب ووالدته من أدرنة. درس الثانوية في مدرسة كاظم إشمان الثانوية بإسطنبول وتخرج من قسم التصوير الضوئي بكلية الفنون الجميلة في جامعة مرمرة.

## السيرة الفنية
صنف أفضل عارض أزياء في تركيا عام 2003، واشتهر في العالم العربي بدورهِ في مسلسل الحب المستحيل بدور عمر، وفي عام 2013 مثل في مسلسل (طائر النمنمة) بدور البطل (براق) مع الممثلة فخرية أوجن، وفيلم (العشق يشبهك) مع فخرية أوجن في عام 2014.
تخرج براق من جامعة مرمرة من كلية الفنون الجميلة قسم التصوير، وبعد تخرجهِ عمل في مجال عرض الأزياء حيث حصل على لقب أفضل عارض أزياء عام 2003، وفي عام 2005 حصل على لقب أفضل ثاني عارض أزياء في العالم ثم دخل مجال الإعلانات. وفي عام 2006 دخل عالم التمثيل حيث لعب دور مراد في المسلسل التركي Eksi. وفي عام 2007 لعب دور محمد في فيلم الرعب (الشيطان) وكان بداية نجاحهِ من هذا الفيلم. ومثل في نفس العام والعام الذي يليه بدور عمر في المسلسل الشهير الحب المستحيل وكان لهذا المسلسل الفضل الأكبر في شهرة براق.
وفي عام 2008 مثل في مسلسل بابا أوجاع (Baba Ocaği) وكانت الانطلاقة الأكبر لأوزجوید عن دور بالي بك في مسلسل حريم السلطان في الجزء الثاني حيث اشتهر في الوطن العربي بهذا الدور الذي أحبه الكثير من المشاهدين.

## أعماله

### فيالتلفاز
- Eksi 18 (2006) بدور (مراد)
- الحب المستحيل (2007) بدور (عمر)
- الأب يناير (2008) بدور (جوفان)
- مسلسل الخيانة (2010) بدور أمير
- مسلسل أسرار صغيرة (2010) بدور (شتين أتيش أوغلو-أمين)
- مسلسل القرن العظيم (2011-2013) بدور (مأمون أوغلو بالي بيك)
- مسلسل طائر النمنمة (2013-2014) بدور (كامران)
- مسلسل (أسرار البنات) (2013) بدور (أمين)
- مسلسل حب أعمى (2015-2017) بدور (كمال)
- مسلسل المؤسس عثمان (2019-) بدور (عثمان)(شخصية خيالية)

### في السينما
- مُسلّط (Suat) (2007).
- العشق يشبهك (Ask Sana Benzer).
- فيلم أخي أنا الجزء الأول والثاني (Kardeşim Benim).

## وصلات خارجية
- براق أوزجوید على موقع IMDb (الإنجليزية)
- براق أوزجوید على موقع روتن توميتوز (الإنجليزية)
- براق أوزجوید على موقع قاعدة بيانات الأفلام العربية
- براق أوزجوید على موقع ألو سيني (الفرنسية)
- براق أوزجوید على موقع قاعدة بيانات الفيلم (الإنجليزية)
- براق أوزجوید على موقع كينوبويسك (الروسية)